# بنجامین هوکر (ژنرال)
بنجامین هوکر (انگلیسی: Benjamin Huger (general)؛ ۲۲ نوامبر ۱۸۰۵ – ۷ دسامبر ۱۸۷۷) یک افسر توپخانه نیروی زمینی ایالات متحده آمریکا در زمان جنگ آمریکا و مکزیک بود.